# Rooney
För fotbollsspelaren med samma namn, se Wayne Rooney.
Rooney är ett amerikanskt rockband från Los Angeles, för tillfället självproducerade efter att tidigare ha haft skivkontrakt med Geffen Records. Bandet består av Robert Schwartzman (sång, gitarr), Louie Stephens (keyboard, piano), Taylor Locke (sologitarr, bakgrundssång), Ned Brower (trummor, bakgrundssång) och Brandon Schwartzel (elbas). Bandet är uppkallat efter Ed Rooney, rektorn i Fira med Ferris.
Bandets musik påminner om brittisk rock samt pop från 1980-talet, och har jämförts med The Beatles, The Cars, Jellyfish, Sloan och Blur. De har turnerat runt om i USA tillsammans med band såsom Weezer, The Strokes, Jane's Addiction, Travis, Keane, Audioslave, Ok Go och Queens of the Stone Age.

## Medlemmar
Nuvarande medlemmar
- Robert Schwartzman – sång, gitarr
- Boaz Roberts – sologitarr
- Sean Sobash – basgitarr
- Maxwell Flanders – trummor
- Matthew Jordan – keyboard

Tidigare medlemmar
- Taylor Locke – gitarr, sång
- Teddy Briggs – trummor
- Matthew Star (f. Srolestar) – rytmgitarr
- Matthew Winter – basgitarr, sång
- Ned Brower – trummor, percussion, sång
- Louie Stephens – keyboard, synthesizer, sång
- Brandon Schwartzel – basgitarr

## Diskografi

### Album
| År   | Titel             | Skivbolag           |
| ---- | ----------------- | ------------------- |
| 2003 | Rooney            | Geffen              |
| 2007 | Calling the World | Geffen              |
| 2009 | Wild One (EP)     | Rooney Records      |
| 2010 | Eureka            | California Dreamin' |
| 2016 | Washed Away       | Beachwood Park      |

### Singlar
| År   | Titel                             |
| ---- | --------------------------------- |
| 2003 | "Blueside"                        |
| 2004 | "I'm Shakin'"                     |
| 2007 | "When Did Your Heart Go Missing?" |
| 2007 | "I Should've Been After You"      |
| 2008 | "Are You Afraid?"                 |
| 2010 | "I Can't Get Enough"              |
| 2011 | "Holdin' On"                      |

### DVD:er
- Spit & Sweat (2004)

### Medverkan på samlingsalbum
- "Animal I Have Become" och "One-X", från albumet One-X (Three Days Grace)
- "You Got It", från albumet Roy Orbison Celebration (2009)
- "Metal Guru", från albumet Herbie: Fully Loaded Soundtrack (2005)
- "Death on Two Legs", från albumet Killer Queen: A Tribute to Queen (2005)
- "Here Today, Gone Tomorrow", från albumet We're A Happy Family Ramones tribute (2003)
- "Merry X-Mas Everybody", från albumet The Year They Recalled Santa Claus and The O.C. Mix 3: Have a Very Merry Chrismukkah
- "Sleep Song", medverkar i The Chumscrubber
- "I'm Shakin'", medverkar i Teachers 4: Top of the Class

### Endast digitala utgivningar
- "When You Walk into the Room", endast utgiven online
- "Forever Young", endast utgiven online

## Musikvideor
| År   | Titel                                   | Regissör         |
| ---- | --------------------------------------- | ---------------- |
| 2003 | "Blueside"                              | Marcos Siega     |
| 2004 | "I'm Shakin'"                           | John Schwartzman |
| 2004 | "If It Were Up to Me"                   | ?                |
| 2004 | "Popstars"                              | Marcos Siega     |
| 2007 | "When Did Your Heart Go Missing?"       | Benny Boom       |
| 2007 | "Tell Me Soon"                          | Roman Coppola    |
| 2007 | "I Should've Been After You"            | Brian Lazzaro    |
| 2008 | "Are You Afraid?"                       | Brian Lazzaro    |
| 2009 | Theme from Iron Man: Armored Adventures | ?                |
| 2010 | "I Can't Get Enough"                    | Marcus Herring   |
| 2011 | "Holdin' On"                            | Marcus Herring   |